# Cercocarpus
Genre
Cercocarpus est un genre de plantes à fleurs regroupant des espèces appartenant à la famille des Rosaceae.

## Espèces
- Cercocarpus betuloides 
  - C. b. var. betuloides
  - C. b. var. blancheae (C.K. Schneid.) Little
  - C. b. var. macrourus (Rydb.) Jeps.
- Cercocarpus breviflorus A. Gray
- Cercocarpus douglasii  Rydb
- Cercocarpus fothergilloides Kunth
- Cercocarpus ledifolius Nutt.
  - C. l. nothovar. intercedens C.K. Schneid.
  - C. l. var. intermontanus N.H. Holmgren
  - C. l. var. ledifolius
  - C. l. var. intricatus (S. Watson) M.E. Jones
- Cercocarpus minutiflorus Abrams
- Cercocarpus montanus Raf.
  - C. m. var. argenteus (Rydb.) F.L. Martin
  - C. m. var. montanus
- Cercocarpus traskiae Eastw.